# Henri Kupraschwili

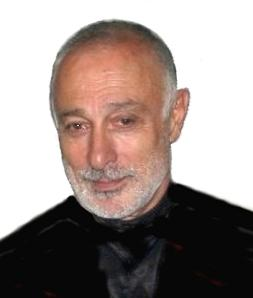
Henri Kupraschwili (2006)

Henri Kupraschwili (georgisch ჰენრი კუპრაშვილი [ˈhenri ˈkupraʃvɪlɪ]; * 13. September 1946 in Chaschuri; auch Henry Kuprashvili) ist ein georgischer Historiker, Politologe, Journalist und Schwimmer.

## Leben
Kupraschwili ist der Sohn von Otar Kupraschwili (1924–1974) und Nora Lapiaschwili (* 1925).
Er ist promovierter Politikwissenschaftler, Historiker, Journalist. Außerdem ist er Vize-Oberst, staatlicher Berater 1. Klasse und Professor an der Technischen Universität Georgiens. Als Sportler ist er Präsident der Föderation der nationalen Schwimmarten und Hauptschwimmtrainer der georgischen paralympischen Mannschaft.
Henri Kupraschwili ist verheiratet mit Ludmila Kowalets-Kupraschwili. Das Paar hat vier Kinder.

## Trivia

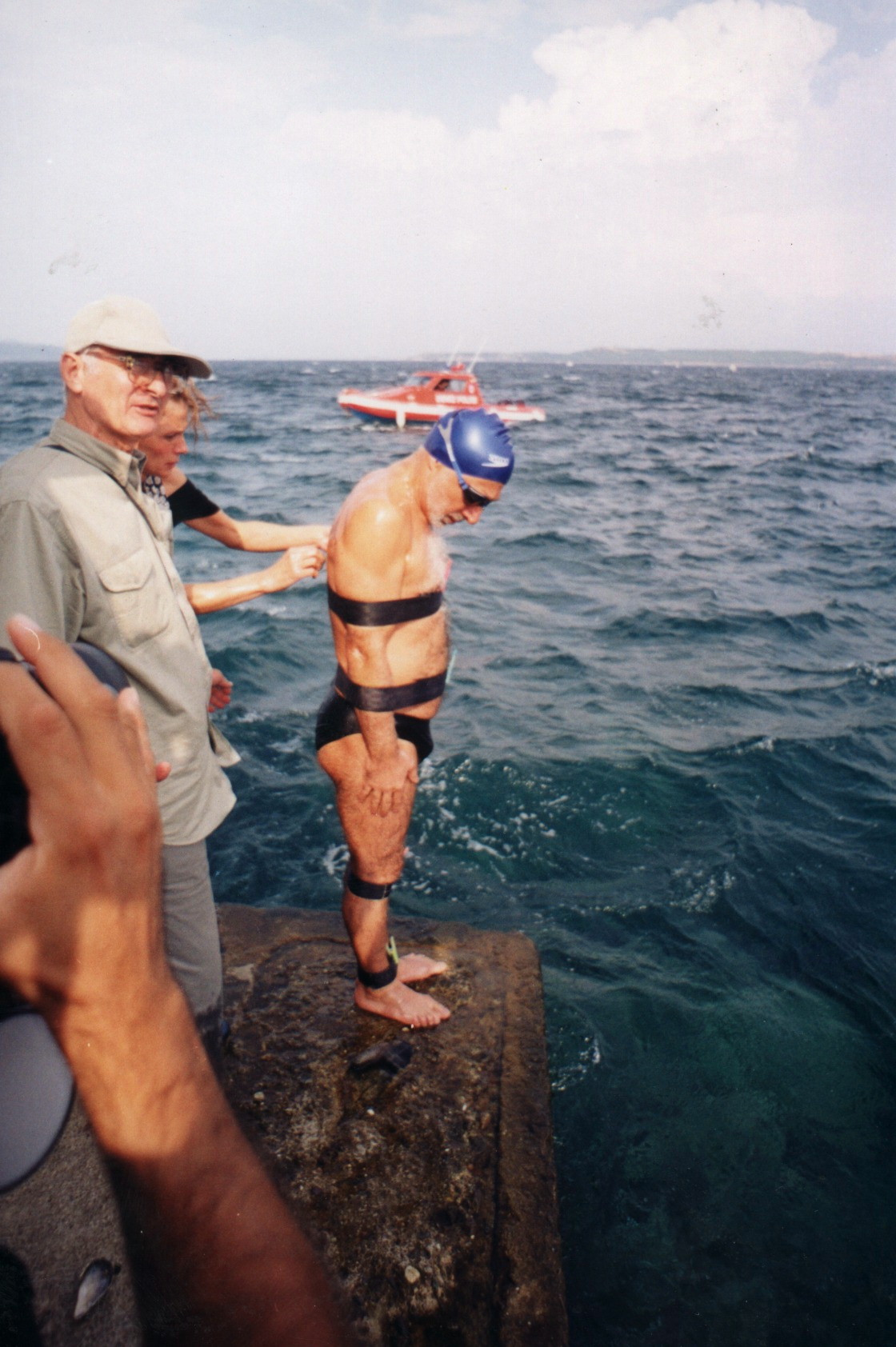
Henri Kupraschwili (Dardanellen, August 2002)

Kupraschwili durchschwamm am 30. August 2002 als Erster die Meerenge der Dardanellen im georgisch-militärischen Schwimmstil „Kolchuri“, das heißt mit an vier Stellen gebundenen Beinen und Armen, und brauchte dafür 3 Stunden und 15 Minuten. Der TV-Sender CNN nannte ihn einen „menschlichen Delfin“.

## Auszeichnungen
- Wachtang-Gorgassali-Orden, der höchste Orden Georgiens
- George-Byron-Medaille in Gold

## Werke (Auswahl)
- 1999: Gnoseological Aspects of the National liberation Movement. (Ed. S. Sharikadze). "Society Tsodna". Tbilisi, ISBN 5-89512-126-8
- 1999: Problems of Political Science., "Society Tsodna". Tbilisi. ISBN 5-89512-106-3
- 2003:  Political development and political modernization., Tbilisi: Publishing house “Universali”. Unit VIII, Seiten 201–220, ISBN 99928-976-7-8
- 2004: Georgian swimming,  Tbilisi. ISBN 99940-0-190-6
- 2004: National security: Problematic situation and criteria (theoretical-methodological aspects of research of national editorship security of Georgia). – Politology. Recommended for instruction for students./Under the editorship of Professor Gogiashvili O. - Tbilisi: Publishing house - Tbilisi State University. Unit X pg. 328-351. ISBN 99928-33-53-X
- 2005: Political Aspects of the Formation of the National Information System in Post-Communist Georgia. Politics, Ethics, and the Challenges to Democracy in 'New Independent States’. Council for Research in Values and Philosophy. Cultural Heritage and Contemporary Change Series IVA, Eastern and Central Europe, Volume 29. General Editor George F. McLean. Washington 2005. Chapter XI. P. 133-141. ISBN 978-1-56518-224-0
- 2011: The Great Russian Yoke in Georgia 1 half of XIX c. (The Great Rusianoba in Georgia). Tbilisi: Publishing house - “Universali”. ISBN 978-9941-17-381-3
- 2011: Russian Colonial Policy of Robbery and National Humiliation in Georgia and Georgian social-political ideas in I half of XIX c. Tbilisi: Publishing house - “Technical University”. ISBN 978-9941-14-978-8
- 2012: Five Immortal Georgians. (The first half of XIX c.) Tbilisi: Publishing house - “Universali”. ISBN 978-9941-17-569-5
- 2012: System Information the Provision of National Security. Tbilisi: Publishing house - “Technical University”. ISBN 978-9941-20-073-1
- 2014: TERMS „USHISHROEBA“ (SECURITY) AND „USAPRTKHOEBA“ (SAFETY) AND ISSUES RELATED TO THEIR USAGE. Tbilisi, Publishing house - “Universali”. ISBN 978-9941-22-407-2
- Henri Kuprashvili. SHEVARDNADZE'S GEOSTRATEGIC CARAMBOLA. WORLD SCIENCE, Nr. 4(44), Vol. 3, April 2019, S. 38–45. doi:10.31435/rsglobal_ws.